# Osirinus rutilans
Osirinus rutilans är en biart som först beskrevs av Heinrich Friese 1930.  Osirinus rutilans ingår i släktet Osirinus och familjen långtungebin. Inga underarter finns listade i Catalogue of Life.